# Ciclo del azufre

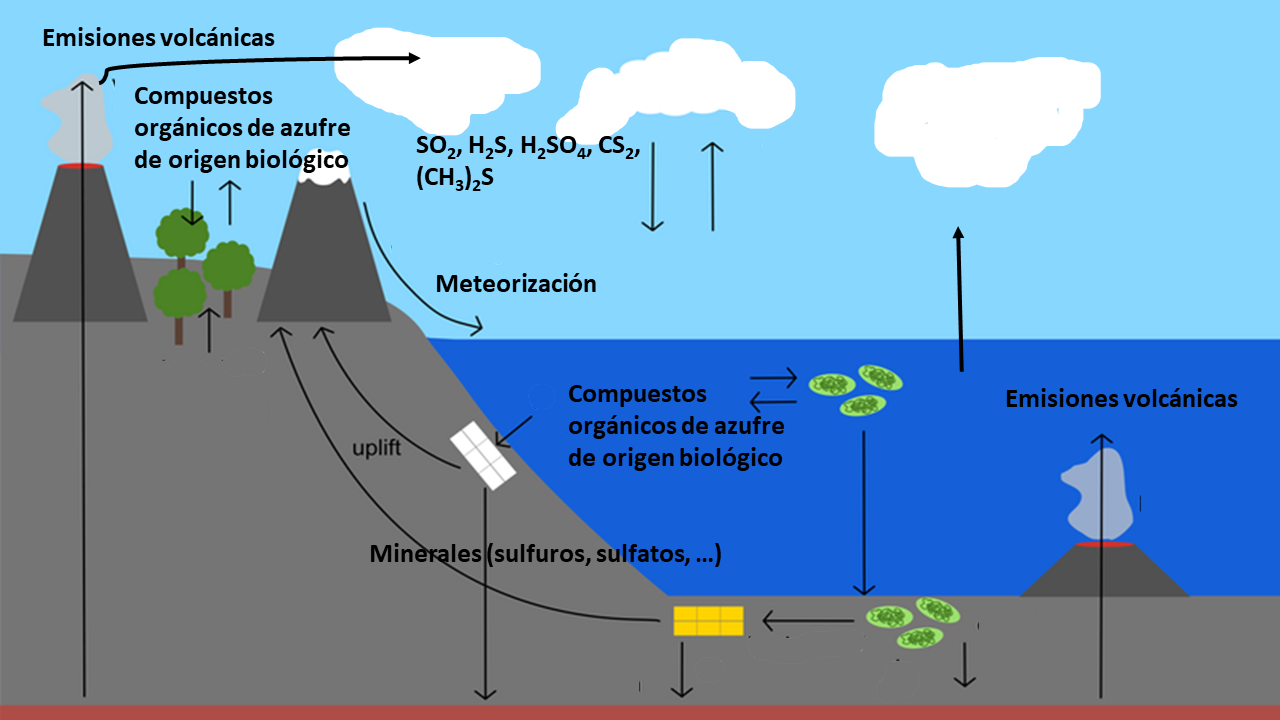
Ciclo biogeoquímico del azufre

El azufre es un elemento esencial para los organismos vivos, ya que forma parte de algunos aminoácidos esenciales (metionina y cisteina) así como de proteínas y de otras moléculas clave como la coenzima A, donde se halla en forma reducida (principalmente como grupo sulfhidrilo) y el NADPH. Las plantas y otros productores primarios lo obtienen en su forma líquida, principalmente como ion sulfato (SO42-) que, tras ser reducido se incorpora a sus proteínas en forma sólida. Los organismos que ingieren estas plantas lo incorporan a su vez a sus propias proteínas, pasando de esta forma a los organismos del nivel trófico superior. Al morir estos, el azufre es emitido a la atmósfera como sulfuro de hidrógeno o, también, puede ser oxidado por bacterias y microorganismos a formas que las plantas puedan asimilar (generalmente sulfato) y los animales puedan digerir.

## Descripción general del ciclo
La química del azufre tiene una gran influencia en  muchos de los procesos que tienen lugar tanto en el aire como en agua sedimentos y biota. En la atmósfera predominan los procesos de oxidación que convierten las especies azufradas en estados de oxidación más bajos en sulfatos, a menudo como aerosoles que actúan como núcleos de condensación en la formación de nubes. En la hidrosfera y suelos, el azufre puede encontrarse en cualquiera de los estados de oxidación típicos del este elemento, desde estados reducidos (-2) hasta estados muy oxidados (+6). Es posible encontrarlo  formado parte de numerosos compuestos inorgánicos y orgánicos. En forma reducida se encuentra como sulfuros minerales (pirita, calcopirita y otras menas minerales) mientras que en la forma más oxidada se encuentra principalmente como yeso (CaSO4 . 2H2O). También se encuentran sulfatos en el agua oceánica y en aguas continentales, predominado sobre otras especies azufradas cuando las condiciones son aeróbicas, pero en condiciones anaerobias, las especies que predominan son los sulfuros.
En general y en su conjunto, entre las principales especies involucradas en el ciclo del azufre, se encuentra el sulfuro de hidrógeno (H2S), emitido a la atmósfera por la actividad volcánica o por la descomposición de las proteínas con aminoácidos sulfurados, el dimetilsulfuro ((CH3)2)S), emitido por los océanos como consecuencia de la actividad biológica de los microorganismos presentes en el agua marina, los sulfuros minerales, muy abundantes en la naturaleza y el ácido sulfúrico (H2SO4), el principal contribuyente de la lluvia ácida, así como los sulfatos metálicos.
En lo referente a la aportación antropogénica al ciclo del azufre, esta se realiza principalmente a través de las emisiones de  dióxido de azufre (SO2), gas que se emite a la atmósfera principalmente por la quema de combustibles fósiles, especialmente carbón y petróleo.  Tras la emisión a la atmósfera, el SO2 sufre diferentes procesos de oxidación, pasando a formar ácido sulfúrico, que es el principal responsable de la lluvia ácida.

## Procesos microbiológicos del ciclo del azufre
La mayoría de  los procesos naturales que tienen lugar en el ciclo del azufre están intervenidos y controlados por microorganismos y bacterias, especialmente aquellas trasformaciones que tienen lugar en el medio terrestre y en el medio marino.

### Descomposición de la materia orgánica
El azufre presente en la materia orgánica puede encontrarse unido directamente al carbono de las cadenas orgánicas de algunos aminoácidos como la cisteina  (HS-CH2-CHNH2-COOH) o la metionina  (HO2CCH(NH2)CH2CH2SCH3), en las proteínas que contienen estos aminoácidos y en algunos otros compuestos, en los que puede presentarse como disulfuros orgánicos. También puede presentarse unido al oxígeno, como sulfóxido o como derivados del ácido sulfónico.
En el caso de la descomposición de proteínas con aminoácidos sulfurados, esta se lleva a cabo por medio de procesos enzimáticos asociados con una gran variedad de especies bacterianas y de hongos. La biodegradación de los aminoácidos azufrados puede producir compuestos  orgánicos volátiles como el metanotiol, (CH3SH) y el dimetildisulfuro (CH3-S-S-CH3) así como  sulfuro de hidrógeno (H2S). Este último se forma a partir de una gran variedad de compuestos orgánicos. Una reacción típica y muy conocida, que produce H2S, es la conversión de la cisteína a ácido pirúvico catalizada por la enzima cisteína-desulfhidrasa de las bacterias:
{\displaystyle {\ce {HS-CH2-CHNH2-COOH + H2O ->[{Bacterias}][{Cisteína-desufhidrasa}] CH3-CO-COOH + H2S + NH3}}}
Mientras que los compuestos orgánicos sulfurados en los que el azufre se encuentra unido al oxígeno, la descomposición microbiana se hace vía enzimas sulfatasas, que los convierten en sulfatos inorgánicos
{\displaystyle {\ce {ROSO2O- + H2O -> ROH + SO4^2- + H3O+}}}

### Oxidación de los sulfuros
Bajo determinadas condiciones de pH y en medios aerobios, los sulfuros inorgánicos y orgánicos de cadena corta son relativamente inestables y fáciles de oxidarse mediante la intermediación de ciertas bacterias de la familia de Thiobacillus y Acidithiobacillus, presentes en aguas, sedimentos y suelos aireados.
{\displaystyle {\ce {HS- + 2O2 + H2O -> SO4^2- + H3O+}}}
generando sulfatos y acidificando el medio.
En fuentes hidrotermales también se produce la oxidación de los sulfuros, pero en este ambiente se puede producir  azufre elemental, además de sulfatos minerales. Las reacciones químicas son las siguientes:
{\displaystyle {\ce {CO2 + 4H2S + O2 -> CH2O + 4 S + 3 H2O}}}
{\displaystyle {\ce {CO2 + H2S + O2 + H2O -> CH2O + SO4^2- + 2H+}}}
mientras que las principales bacterias involucradas en la oxidación, son: Thiomicrospira, Halothiobacillus  y Beggiatoa. El sulfato producido generalmente se combina con los iones de calcio lixiviados para formar yeso, que puede formar depósitos de este mineral.

### Reducción de  sulfatos
En ambientes anaerobios y con abundante materia orgánica, los sulfatos pueden pasar a estados de oxidación menores, comúnmente sulfuros y en algunas ocasiones a azufre elemental. Las condiciones reductoras de los sulfatos pueden presentarse en sedimentos del fondo marino, los estuarios, zonas pantanosas  e incluso en lagos. La oxidación de la materia orgánica presente hace que estos medios sean pobres en oxígeno, lo que favorece la reducción del sulfato, que es facilitada por la actividad bacteriana presente en el sedimento. La más común de las bacterias involucradas en los procesos de reducción del sulfato a sulfuro es la Desulfovibrio desulfurizante, bacteria anaerobia que se desarrolla fácilmente a pH por debajo de 5,5. Las reacciones que tienen lugar son:
{\displaystyle {\ce {SO4^2- + 2\{CH2O\} + 2H+ -> H2S + 2CO2 + 2H2O}}}
donde {CH2O} indica la materia orgánica de forma generalizada. El H2S generado es una sustancia tóxica para la vida acuática, pero también puede reaccionar con numerosos metales, formado sulfuros metálicos insolubles que se depositan en los fondos marinos. La reacción de reducción a azufre elemental es menos frecuente, aunque también es posible:
{\displaystyle {\ce {2SO4^2- + 3\{CH2O\} + 4H+ -> 2S + 3CO2 + 5H2O}}}
En el medio marino también puede producirse dimetilsulfuro por reducción de los sulfatos.  La producción de este u otros gases similares, es llevada a cabo por el plancton marino y constituye otra importante ruta de emisión natural de compuestos sulfurados a la atmósfera y una importante clave del ciclo global del azufre.